# ザ・ボードビルデュオ
ザ・ボードビルデュオは、サンリオキャラクターの一種で、軽演劇の子役のキャラクター。ヤング・ヤングアダルト向けのキャラクターとして開発された。1983年デビュー。

## 特色
- ニューヨークに住むエディとエミィは、生まれた病院も誕生日も同じの、幼馴染。エディは、舞台監督が夢で、いたずらや冒険好きの男の子。エミィは、ブロードウェイの女優を夢みている、おしゃまでかわいい女の子。またエミィには、エルフというペット[1]がいる。
- 1月25日生まれ。
- ちなみにサンリオピューロランドにおいては当初はフェイスキャラクターだったが、ライブキャラクターとなっている。

## サンリオキャラクター大賞の順位
- 2025年サンリオキャラクター大賞74位
- 2024年サンリオキャラクター大賞71位。
- 2023年サンリオキャラクター大賞65位。
- 2022年サンリオキャラクター大賞67位。
- 2021年サンリオキャラクター大賞65位。
- 2020年サンリオキャラクター大賞62位。
- 2019年サンリオキャラクター大賞58位。
- 2018年サンリオキャラクター大賞54位。
- 2017年サンリオキャラクター大賞57位。
- 2016年サンリオキャラクター大賞59位。
- 2014年～2015年サンリオキャラクター大賞20位圏外。
- 2013年サンリオキャラクター大賞46位。
- 2012年サンリオキャラクター大賞42位。
- 2011年サンリオキャラクター大賞36位。
- 2010年サンリオキャラクター大賞20位圏外。
- 1995年～2009年サンリオキャラクター大賞10位圏外。
- 1994年サンリオキャラクター大賞8位。
- 1993年サンリオキャラクター大賞5位。
- 1992年サンリオキャラクター大賞3位。
- 1991年サンリオキャラクター大賞7位。
- 1990年サンリオキャラクター大賞7位。
- 1989年サンリオキャラクター大賞10位。
- 1987年～1988年サンリオキャラクター大賞10位圏外。
- 1986年サンリオキャラクター大賞6位。